# Last Night (1998)
Last Night (auch: Die letzte Nacht) ist ein kanadisches Low-Budget-Drama mit Science-Fiction-Thematik aus dem Jahr 1998 und das Regiedebüt von Schauspieler Don McKellar, der auch das Drehbuch entwarf und die Hauptrolle spielt. Der Ensemble-Film denkt über eine Endzeit und die letzten Stunden der Menschheit nach. Der Film entstand in Toronto. Der Film startete am 18. Mai 2000 in einigen deutschen Kinos.

## Handlung
31. Dezember 1999 in Toronto, nachmittags: um Mitternacht (UTC−5h) wird aufgrund eines nicht näher spezifizierten kosmischen Ereignisses (vielleicht eine Supernova) die Welt untergehen.
Auf allen Radiosendern läuft nonstop Easy Listening und Weihnachtsmusik. Im Freien kommt es nur vereinzelt zu Zerstörungswut. Der junge Witwer Patrick Wheeler, etwas misanthrop, möchte die letzten Stunden der Menschheit zum Entsetzen seiner Familie, bei der es vorher noch Truthahn gab, und die Wert auf Umgangsformen legt, alleine in seiner Wohnung verbringen. Seine Mutter wimmert, der Vater resigniert. Duncan, der Inhaber der Gaswerke, der einen Selbstmordpakt mit seiner asiatischen Frau Sandra geschlossen hat, geht das Telefonbuch von A–Z durch, um 1.) sich bei allen seinen Kunden persönlich zu bedanken, 2.) zu versichern, dass bis zur letzten Minute die Versorgung sichergestellt ist. Seine hübsche Sekretärin Donna, die sich nicht auf Männer versteht, bleibt in den Büroräumen, im Webbrowser die Kontaktbörse aufgeschlagen. PKWs werden freies Gut (Patrick: „Wir hätten bessere Autos verdient gehabt.“), die Stadtreinigung wird zum Millennium offensichtlich bestreikt. Craig, Freund von Alex, arbeitet die letzten Monate angesichts seines bevorstehenden Todes daran, sich eine umfassende Liste sexueller Fantasien zu verwirklichen, was auch eine ehemalige Französisch-Lehrerin tangiert, und macht sich – körperlich ausgelaugt und wacklig auf den Beinen – homosexuell sogar an Patrick heran, was dieser mit gemischten Gefühlen aufnimmt, aber zurückweist. Eine schöne, zerbrechlich wirkende, aschfahle Frau hält sich in einer Straßenbahn auf, die nie wieder fahren wird, mit ihrer Tochter im Arm regelrecht paralysiert (und verbringt den ganzen Film dort). Sandra benötigt dringend ein Telefon, um pünktlich zu Duncan nach Hause zu kommen, und trifft so auf Patrick, der den Tod seiner Frau nie verwinden konnte. Auf den Straßen wird es immer gefährlicher, Handys funktionieren noch weniger als sonst, also gar nicht mehr. Ein Bekannter Patricks gibt ein (schlechtes) Klavierkonzert. Sandra schafft es nicht mehr zu ihrem Mann.
Duncans Sekretärin verliert in einer Win-Win-Situation ihre Jungfräulichkeit bei Craig, der nicht alles erreicht hat, was er sich vornahm. Weil das Ende des Spiels seinen Schatten vorauswirft, wird Duncan sekttrinkend in seiner Wohnung von einem Jugendlichen (grundlos) erschossen. Jenny Wheeler, die Schwester, feiert mit guten Freunden auf der Straße – bei Sonnenlicht bis zuletzt. Patricks Großmutter, vor dem Fernseher, ist froh, dass es rum ist. Patrick und Sandra verbringen die letzten Minuten auf seiner Terrasse, „Guantanamera“ in der Fassung von Pete Seeger auf dem Plattenteller, halten sich schwindelerregend die Pistolen gegenseitig an die Schläfen, und küssen sich im letzten Moment doch nur. Statistisch gesehen endet die Gattung Mensch mit Kostümen, Böllern, Vollrausch und Countdown-Zählen größtenteils harmlos und unter freiem Sternenhimmel.

## Kritiken
- „Von all den Filmen, die sich die letzten Jahre mit dem potentiellen Ende der Welt beschäftigt haben, ist bemerkenswerterweise der unbekannteste und der mit dem niedrigsten Budget der beste. […] Häufig in Filmen haben Figuren keine Vergangenheit, diesen hier mangelt es jedoch an Zukunft“ (James Berardinelli[4])

- „Erstlingswerk, das einen Reigen individueller Abgründe entwirft. Das psychologisch genaue Drama benutzt das populäre Genre des Fantasy-Films als Vehikel für die unaufdringlich formulierte, doch überaus komplexe Botschaft, dass jede Nacht die letzte sein kann und als solche auch wahrgenommen werden sollte.“ (Lexikon des internationalen Films[2])

- „Zynismus-Light […] Pathos, Ironie und Optimismus […] Der Unterschied zwischen uns und unseren nördlichen Nachbarn ist, dass wir Bruce Willis und Ben Affleck ins All schicken, um Armageddon abzuwehren“ (Wesley Morris: San Francisco Chronicle[5])

Entertainment Weekly sprach von „untertriebene[m] Fatalismus“ (understated fatalism) und davon, dass der Film in einem „Slapstick und eiskalt“ sei. Eugene Novikov beschreibt: „ein überlegter, berührender Film, einer ohne Knaller und Kniffe […] nicht so sehr über das Ende der Welt als Konzept“, spricht von „Stabilität und Stille“ und findet, in den Rollen von Patrick, Sandra und Duncan wäre er ausgezeichnet interpretiert.
- „Wie sehr weiden Sie Sich am Herumhantieren mit hypothetischen Fragen? […] Wir sind in Toronto, die Welt endet um Mitternacht und alle wissen es – so genau, dass es die meisten schon nicht mehr hören können. […] Aber die Auflösung dieser Miniatur-Dramen kompensiert nicht wirklich für das 93-minütige Sinnieren über die menschliche Sterblichkeit. Und McKellar ist doch etwas kratzbürstig, und sein nasales Winseln nicht gerade das Letzte, was man auf Erden hören möchte.“ (Maitland McDonagh: TV Guide[8])

Efilmcritic.com hält fest, dass noch nicht einmal die Frage nach der Zeitzone angegangen wird: „Welche Mitternacht? Seit wann ist Toronto der Mittelpunkt der Welt?“ Film Journal International erläuterte: „leidet etwas unter der eingeschränkten Perspektive seines jungen Erschaffers.“

## Sonstiges
Don McKellar aus Twitch City machte sich im kanadischen Film unter anderem mit dem kanadisch-armenischen Regisseur Atom Egoyan einen Namen, der mit Arsinée Khanjian verheiratet ist und Sarah Polley auf internationalem Parkett bekanntmachte, und absolvierte z. B. einen Gastauftritt in David Cronenbergs eXistenZ (neben Callum Keith Rennie). Bei Die rote Violine (R: François Girard, 1998) und Die Stadt der Blinden (R: Fernando Meirelles, 2008), in denen Sandra Oh auftritt, war er als Drehbuchautor beteiligt. Die franko-kanadische Schauspielerin Geneviève Bujold spielte unter Cronenbergs Regie in Die Unzertrennlichen (1988).
Don McKellar sagte: „Man hofft schon, dass da draußen irgendwelche Helden gerade versuchen, die Welt zu retten […]“

## Preise und Nominierungen
Internationale Filmfestspiele von Cannes 1998
- Award of the Youth für Don McKellar (als „Foreign Film“)

Fantasporto 1999
- Directors’ Week Award als Best Director für Don McKellar

Genie Awards 1999
- Genie in der Kategorie Best Performance by an Actor in a Supporting Role für Callum Keith Rennie
- Genie in der Kategorie Best Performance by an Actress in a Leading Role für Sandra Oh

und 10 Nominierungen
Toronto International Film Festival 1998
- Best Canadian First Feature Film für Don McKellar

Chlotrudis Awards 2000
- Nominierungen Best Actor (Don McKellar), Best Actress (Sandra Oh) und Best Screenplay